# Debuz
「Debuz」（ディーバス、タイ語:ดี บัสซ์ 英語:Debuz Co.,Ltd.）は、タイ王国バンコク都内バングム(บึงกุ่ม)に拠点を持つゲーム、デジタルコンテンツ製作会社。2001年設立。

## 概要
DebuzはPCゲーム、携帯電話用コンテント、オンラインゲームを製作している。2007年3月15日よりオンラインゲームを提供する「プロジェクトワン」(Project One、タイ語: โปรเจควัน）事業を開始した。 

## プロジェクト
- Project One
  - アスラー･カンテープ・オンライン（อสุรา ออนไลน์：タイ語オンラインゲーム）-8000人の参加者がいるロールプレイングゲーム。

## 主な製作スタッフ
- 運営ディレクター:Witchu Promjunyakul （通称：year） (2002 - 現在）
- マーケティング統括:Sittichai Theppaitoon （通称：Nize）（2002 - Present）
- ゲーム・アプリケーション企画：タニット・アナンタソンブーン (ธนิตย์ อนันตสมบูรณ์　通称：Thanit A.) （2004 - 2007）-｢Studio GU」を創設
- 作画：ニヨム・チョークガウィーサグン（นิยม โชคกวีสกุล) （2004 - 2007）
- 作画：Chantawit Pongsiri （通称：Max Windy） （2003 - 現在）
- 作画：シティサック･プースワン （สิทธิศักดิ์ ภู่สุวรรณ） （2004 - 2006）
- プログラマー：Charndet Phrommanee（通称：ウー、อู๋ ）（2002 - 2005）
- プログラマー：Kritaya Kridakorn na Ayuthaya （通称:Nick）（2003 - 2005）
- プログラマー:Rachan Saohong (2004 - 現在)